# Simon Duiker

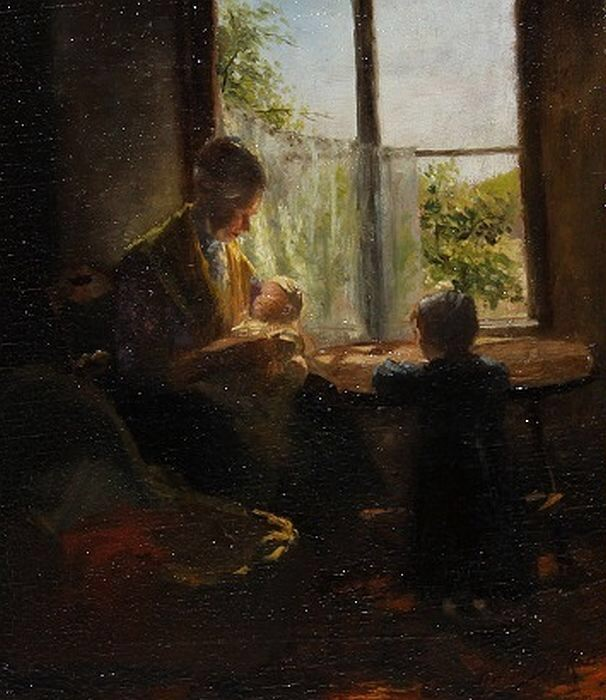
Moeder met kind en kleuter bij een zonverlicht raam.

Simon Liekele Eeltje Duiker (Amsterdam, 16 april 1874, aldaar, 6 maart 1941) was een Nederlands kunstschilder.

## Leven en werk
Duiker studeerde aan de Rijksakademie van beeldende kunsten in Amsterdam en zou zijn hele leven in en rond zijn geboortestad blijven werken. Zijn werk werd beïnvloed door Jan Steen en Johannes Vermeer. Hij wordt gerekend tot de laatsten uit een belangrijke generatie Nederlandse interieurschilders die werkten in de traditie van de Larense School. In zijn interieurs beeldde hij met name mannen en vrouwen af die aan het werk waren in hun huis.
Duiker schilderde ook veel portretten, doorgaans van mensen afkomstig uit de boeren- en middenstand.
Werk van Duiker maakt deel uit van de Rijkscollectie van de Staat der Nederlanden en is populair bij Amerikaanse verzamelaars.